# رضا إدريس
رضا إدريس (بالفرنسية: Ridha Driss)‏ ولد في أبريل 1962 في صفاقس (تونس). هو سياسي تونسي، تولى عدة مناصب في حركة النهضة التونسية.

## السيرة الذاتية

### الدراسات
تحصل رضا إدريس على شهادة الباكالوريا في معهد 9 أفريل بصفاقس. واصل دراسته الجامعية في كلية الآداب والفنون والإنسانيات بمنوبة فاختصاص الفلسفة، قبل أن ينتقل للمغرب ليدرس في المدرسة الوطنية للإدارة في الرباط ثم في جامعة فاس، أين تحصل على شهادة الماجستير في الفلسفة.

### النشاط السياسي
بدأ إدريس ناشطه الإسلامي منذ صغره، قبل أن ينتمي فعليا لحركة الاتجاه الإسلامي (النهضة حاليا) في 1980. كان عضوا في المكتب المسؤول عن النشاط الطلابي الإسلامي في الحركة الذي كان تحت إشراف نور الدين البحيري، وأصبح ممثل الجناح الطلابي في مجلس شورى حركة الجناح الإسلامي (حركة النهضة حاليا) بين 1984 و1985. 

تولى رئاسة المكتب السياسي للنهضة في المهجر ورئاسة مجلس الشورى كما تولى خطة نائب رئيس الحركة أنذاك راشد الغنوشي. 

بسبب نشاطه السياسي، ظل رضا إدريس مقيما ومنفيا في فرنسا لعدة سنوات قبل الثورة التونسية في 2011، وكان باعثا عقاريا، وناشطا لدى منظمة مبادرات من أجل التغيير (Initiatives of Change) العضوة في المجلس الاقتصادي والاجتماعي للأمم المتحدة. 

بعد عودته لتونس بعد الثورة التونسية في 2011، أصبح عضوا في المكتب السياسي لحركة النهضة.

## مقالات ذات صلة
- حركة النهضة (تونس).